# Dirk Ahner (Autor)
Dirk Ahner (* 12. September 1973 in Horb am Neckar) ist ein deutscher Drehbuch- und Kinderbuchautor.

## Leben
Dirk Ahner wurde am 12. September 1973 in Horb am Neckar geboren. Er machte 1993 sein Abitur am Ostendorfer-Gymnasium in Neumarkt in der Oberpfalz. Anschließend leistete er Zivildienst. Von 1994 bis 1996 folgten Praktika im Film- und Fernsehbereich. Im Anschluss studierte er ab 1996 Germanistik, Theaterwissenschaft und Neuere Geschichte an der Ludwig-Maximilians-Universität München. Der Autor lebt heute mit seiner Familie in München und hat einen Sohn und eine Tochter.

## Karriere

### Arbeiten als Drehbuchautor
1999 begann Dirk Ahners filmisches Schaffen mit der Regie beim ersten eigenen Kurzfilm Der Pakt. Es folgten die Drehbücher zum Horrorfilm Du lebst noch 7 Tage von Sebastian Niemann und zusammen mit Stefan Holtz Episodendrehbücher für Fernsehserien wie Die Cleveren (9 Folgen) und Die Gerichtsmedizinerin (2 Folgen). Auch zur Filmkomödie Mord ist mein Geschäft, Liebling schrieb er mit Sebastian Niemann das Drehbuch. Gemeinsam mit Regisseurin Christine Hartmann verfasste Dirk Ahner das Drehbuch zur Komödie Frisch gepresst in Anlehnung an das gleichnamige Buch von Susanne Fröhlich. Nach Florian Beckerhoffs Roman Frau Ella (2009) schuf er 2013 das Drehbuch zur Filmkomödie von Markus Goller.

### Kinderbuchautor
Die Laufbahn Dirk Ahners als Kinderbuchautor begann, als er zusammen mit Sebastian Niemann das Drehbuch für die Verfilmung der Hörspielreihe Hui-Buh, das Schlossgespenst von Eberhard Alexander-Burgh verfasste. In enger Anlehnung an das bereits vorhandene Drehbuch schrieb er 2006 den Roman zum gleichnamigen Film. Es folgten die zwei Bände Jonathan Harkan und seit 2013 die Abenteuerbücher Laden der Träume. Mit den bisherigen Bänden der Serie  Schau mal, wer da spricht wendete er sich zudem an jüngere Kinder ab sechs Jahren.
Für die Schüler-Gutscheinaktion Ich schenk dir eine Geschichte der Stiftung Lesen und des cbj-Verlags verfasste der Autor 2015 Die Krokodilbande in geheimer Mission.

## Werk (Auswahl)

### Filmografie
Quelle: Internet Movie Database
- 1999: Der Pakt (Autor, Regie)
- 2000: Du lebst noch 7 Tage
- 2001–2006: Die Cleveren (9 Folgen der TV-Serie)
- 2005–2008: Die Gerichtsmedizinerin (2 Folgen der TV-Serie)
- 2006: Hui Buh
- 2006: Doppelter Einsatz (TV-Serie) – Spurlos verschwunden
- 2008: Der letzte Beweis
- 2009: Mord ist mein Geschäft, Liebling
- 2011: Frisch gepresst
- 2012: Frau Ella
- 2015: Die Krokodilbande in geheimer Mission (Ich schenk dir eine Geschichte)
- 2017: Simpel
- 2018: Jim Knopf und Lukas der Lokomotivführer
- 2020: Jim Knopf und die Wilde 13
- 2022: Hui Buh und das Hexenschloss

### Kinder- und Jugendliteratur
- Hui Buh, das Schlossgespenst: Roman zum Film. Egmont Schneider, München 2006, ISBN 978-3-505-12253-8
- Ich schenk dir eine Geschichte 2015 – Die Krokodilbande auf geheimer Mission (mit Illustrationen von Marina Rachner, Dagmar Henze). cbj, München 2015, ISBN 978-3-570-22524-0
- Blue – Verschollen in der Lagune 2018

Reihen
Jonathan Harkan 
- Jonathan Harkan und das Herz des Lazarus. Baumhaus, Köln 2013, ISBN 978-3-8339-0183-6
- Jonathan Harkan und das Labyrinth der Hydra. Baumhaus, Köln 2014, ISBN 978-3-8339-0315-1

Laden der Träume (mit Illustrationen von Timo Grubing)
- Das Geheimnis des goldenen Ritters. cbj, München 2013, ISBN 978-3-570-15597-4
- Das Gold der Piraten. cbj, München 2013, ISBN 978-3-570-15562-2
- Das Rätsel des Pharao. cbj, München 2013, ISBN 978-3-570-15563-9
- Der Wikinger-Wettstreit. cbj, München 2014, ISBN 978-3-570-17063-2
- Im Bann der Maya. cbj, München 2014, ISBN 978-3-570-15911-8

Schau mal, wer da spricht (mit Illustrationen von Melanie Garanin)
- Der kleine Herr Hempel. cbj, München 2014, ISBN 978-3-570-15856-2
- Herr Hempel will auch in die Schule. cbj, München 2015, ISBN 978-3-570-15857-9